# Endasys aureolus
Endasys aureolus là một loài tò vò trong họ Ichneumonidae.